# Jacona
Jacona là một đô thị thuộc bang Michoacán, México. Năm 2005, dân số của đô thị này là 60029 người.